# Chrysochroa baudoni
Chrysochroa (Chrysochroa) baudoni – gatunek chrząszcza z rodziny bogatkowatych, podrodziny Chrysochorinae i plemienia Chrysochorini.

## Taksonomia
Gatunek ten został opisany w 1963 roku przez Jean-Marie Descarpentriesa i nazwany na cześć A. Baudona.

## Opis
Bogatkowaty ten osiąga 30 mm długości ciała. Głowa i przedplecze metalicznie zielone z czerwonawym połyskiem. Pokrywy metalicznie zielone z czterema wyniesionymi żeberkami, czerwonym pasem między żeberkiem drugim i trzecim, delikatnie piłkowane na tylnej krawędzi i ostro zakończone na wierzchołku. Sterna odwłokowe metalicznie zielone z czerwonym połyskiem, szczególnie wierzchołkowe.

## Występowanie
Gatunek ten występuje w północnej Tajlandii i Laosie.